# Hide Your Heart (альбом)
Hide Your Heart (с англ. — «Спрячь своё сердце»), в США, Канаде и Бразилии альбом издавался под названием Notes from America (с англ. — «Заметки из Америки») — седьмой студийный альбом валлийской певицы Бонни Тайлер. Он был выпущен в Европе 9 мая 1988 года на лейбле CBS Records, а в США 20 сентября 1988 года на лейбле Columbia Records. Альбом был записан в Вудстоке, Нью-Йорк. Продюсером стал Дезмонд Чайлд.
В отличие от двух предыдущих релизов Тайлер, альбом не смог попасть в Billboard 200, но в Европе альбом имел успех.

## Список композиций
| №                   | Название                          | Автор(ы)                        | Длительность |
| ------------------- | --------------------------------- | ------------------------------- | ------------ |
| 1.                  | «Notes from America»              | Desmond Child Robbie Seidman    | 4:54         |
| 2.                  | «Hide Your Heart»                 | Paul Stanley Child Holly Knight | 4:25         |
| 3.                  | «Don’t Turn Around»               | Diane Warren Albert Hammond     | 4:18         |
| 4.                  | «Save Up All Your Tears»          | Child Warren                    | 4:24         |
| 5.                  | «To Love Somebody»                | Barry Gibb Robin Gibb           | 5:49         |
| 6.                  | «Take Another Look at Your Heart» | Michael Bolton Child            | 3:47         |
| 7.                  | «The Best»                        | Mike Chapman Knight             | 4:16         |
| 8.                  | «Shy with You»                    | Seidman                         | 3:40         |
| 9.                  | «Streets of Little Italy»         | Seidman                         | 4:37         |
| 10.                 | «Turtle Blues»                    | Janis Joplin                    | 4:12         |
| Общая длительность: | Общая длительность:               | Общая длительность:             | 44:22        |

## Чарты
| Чарт (1988)                         | Пиковая позиция |
| ----------------------------------- | --------------- |
| Канада (RPM Top Albums)             | 91              |
| Европа (European Top 100 Albums)    | 49              |
| Финляндия (Suomen virallinen lista) | 15              |
| Германия (Media Control)            | 64              |
| Норвегия (VG-lista)                 | 2               |
| Швеция (Sverigetopplistan)          | 24              |
| Швейцария (Schweizer Hitparade)     | 13              |
| Великобритания (UK Albums Chart)    | 78              |